# Tatary (powiat nidzicki)
Tatary (do 1945 r. niem. Berghof) – wieś w Polsce położona w województwie warmińsko-mazurskim, w powiecie nidzickim, w gminie Nidzica. W latach 1975–1998 miejscowość położona była w województwie olsztyńskim.
Na terenie wsi znajduje się głaz narzutowy Tatarski Kamień, mający 6,5 m długości, 4 m szerokości i 2,1 m wysokości w części nadziemnej. Jest on pomnikiem przyrody nieożywionej.

## Historia
W 1871 r. było to wybudowanie (osada, kolonia) Nidzicy, znajdowały się tu dwa budynki mieszkalne z 29 mieszkańcami. W 1974 r. była to wieś sołecka, należąca do gminy Nidzica. Do sołectwa należała wieś Tatary oraz kolonia Podgórzyn.